# Oberstaufen
Oberstaufen là một municipality in the district of Oberallgäu in Bayern in Đức.